# Onoe Yuya
Yuya Onoe (sinh ngày 8 tháng 4 năm 1985) là một cầu thủ bóng đá người Nhật Bản.

## Sự nghiệp câu lạc bộ
Yuya Onoe đã từng chơi cho Tokushima Vortis.